# Mikojan-Gurevič MiG-21
Mikojan-Gurevič MiG-21 (Natovo kodno ime »Fishbed«, kodno ime JRV: L-12, L-14, L-15, L-16, L-17, rusko Микоян и Гуревич МиГ-21 »Balalaika«) je bilo najbolj razširjeno lahko reaktivno nadzvočno lovsko vojaško letalo 20. stoletja, saj je bilo izdelanih več kot 15.000 letal v petnajstih izpeljankah. Testni pilot Georgij Mosolov je 31. oktobra 1959 s hitrostjo 2,388 km/h (2,25 Mach; 1,289 vozlov) postavil takratni svetovni hitrostni rekord. Višinski rekord za Mig-21 je Mosolov postavil 28. aprila 1961 z višino 31.714 m (104 048 ft) z uporabo dodatnih potisnih raket U-21.   
Podobna letala vzhodnega bloka so Suhoj Su-9, Suhoj Su-15, Čengdu J-7, Šenjang J-8, MiG-23. Njegovi konkurenti zahodnega bloka so bila Mach 2 letala: McDonnell Douglas F-4 Phantom II, Lockheed F-104 Starfighter, English Electric Lightning, Dassault Mirage III, Dassault Mirage F1, Saab 35 Draken. Ura letenja z letalom Mig-21 je ocenjena na okvirno $10.000 brez oborožitvenih sistemov in brez nabavne vrednosti.   
Jugoslovansko vojno letalstvo je z letali Mig-21 Fishbed nadomestilo: 121 dnevnih lovcev F-86E Sabre,130 nočnih lovcev F-86D Sabre Dog in 231 lovskih bombnikov F-84 Thunderjet, v letih 1962–1991 je v uporabi imelo skupaj  261 letal Mig-21 v različnih izvedenkah (Bis/PFM/M/MF/F-13/UM/US/R), leta 1987 so jih začeli postopoma zamenjevati z dvomotornimi letali Mig-29 Fulcrum z 16 dostavljenimi v prvi dobavi. Baze z Mig-21 letali so bile: Pula LDPL, Batajnica LYBT, Željava LYBI in Slatina BKPR. Mig-21 je imel zelo neudobno, slabo opremljeno in nepregledno kabino, zaradi česar so mnogi piloti, ki so pred tem pilotirali ameriške lovce, bolj cenili pregledne starejše Sabre, ki so bili udobni in odlično opremljeni z inštrumenti. Za primerjavo Mig-21 je imel teoretični doseg radarja 20 km, starejši Sabre F-86D 48 km, takratni aktualni konkurent Miga-21 F-4G Phantom II z radarjem AN/APR-38 pa 150 km, sodobni lovci 4.5 generacije imajo radarski doseg do 400 km, lovci 5 generacije z AN/APG-77 pa preko 500 km.  
Letalo Mig-21bis (1972; Izdeliye 75; "Fishbed-L/N") ima porabo goriva: 
- 2.400 l/h pri režimu križarjenja
- 5.400 l/h pri 100% suhem režimu 42 kN
- 15.000 l/h pri dodatnem zgorevanju prve stopnje (forsažnem režimu) 65 kN
- 19.800 l/h pri dodatnem zgorevanju druge stopnje (čez forsažnem režimu) maksimalno 1 min oz. 2 v vojni (N1=106%) 97,4 kN

Negativna lastnost miga-21 je da ne prenaša negativnih obremenitev, ker pri +0.2 g obremenitve in manj motor ugasne v 5-15 sekundah odvisno od režima delovanja. Maksimalna dovoljena pozitivna obremenitev je +7 g, v določenih konfiguracijah in z omejitvami pa do +8.5 g. Druga velika pomanjkljivosti so izredno visoke pristajalne hitrosti prvih variant okrog 325-365 km/h in slabe manevrske karakteristike pri nizkih hitrostih, zaradi česar so izgube pilotov bile večje med usposabljanjem kot pa v bojnem delovanju. Za nočno formacijsko letenje letalo ni primerno, zaradi izredno slabe vidljivosti, saj so pozicijske luči nameščene na dveh tretjinah prednjega roba in pilot ki spremlja letalo ga ne vidi in obstaja velika nevarnost trčenja.

## Zasnova in razvoj letala
Razvijati so ga začeli na začetku petdesetih let dvajsetega stoletja, prvi prototip pa je vzletel leta 1955. Javnosti so ga prvič predstavili leta 1956. V uporabo pri sovjetskem vojaškem letalstvu je vstopil leta 1959. Letala MiG-21 so sodelovala v številnih vojaških akcijah in vojnah kot lovci in prestrezniki. V vietnamski vojni so predstavljala najmočnejše orožje vietkongovskih letalskih sil. Poleg Sovjetske Zveze je letala MiG-21 uporabljalo več kot trideset vojaških letalstev, vključno z nekaj "na Zahod orientiranimi". Nekaj različic MiG-21 so izdelovali tudi zunaj Sovjetske Zveze, na Kitajskem, kjer so leta 1964 začeli z licenčno proizvodnjo pod oznako J-7, leta 1984 pa so začeli izdelovati modernejšo licenčno kopijo z oznako F-7. Kljub relativno stari zasnovi letala MiG-21 v nekaterih vojaških letalstvih uporabljajo še danes. Na Češkem so jih celo prilagodili NATO standardom. Za ta letala, ki so trenutno še v uporabi sta Izrael v sodelovanju z Romunijo in Rusija izdelala načrte za posodobitev. Maksimalna višina na kateri je lahko motor še deloval v horizontalnem letu je bila okoli 19.202 m (63.000 ft). Z normalnim inercijskim letenjem je letalo lahko v idealnih pogojih prišlo na račun vztrajnosti z začetno hitrostjo 1,9 Mach na višino 26.000 m (85.300 ft).

## Izpeljanke

###### 0. Generacija nič(1954-1956)
- Ye-5 (1956; Izdeliye 500 in zdeliye 65) - prototip, 2 proizvedena

###### I. Generacija ena(1957-1961), 1200 letal
- Ye-6 (1957; NATO "Fishbed-A") - pred produkcijske verzije, 3 proizvedeni
- MiG-21F (1959; Izdeliye 72; NATO "Fishbed-B") - osnovna izpeljanka; prestreznik v lepem vremenu, predserijski model, 93 proizvedenih
- MiG-21F-13 (1960; Izdeliye 74; NATO "Fishbed-C"; JRV: L-12) - izključno dnevni lovec kratkega dosega, brez radarja, 30 mm top Nudelman-Rihter NR-30 800 m/s, K-13 rakete 2.5 Mach z 2 km dosega, UB-16-57 mm lanser z ARS-57 raketami 3 km dosega, motor Tumansky R-11F-300 38.3 kN suh/ 56.4 KN masovno proizvajan, najboljše manevrske lastnosti, 1060 proizvedenih

Trenažerji
- MiG-21U (1961; Izdeliye 66-400; NATO "Mongol-A"; JRV:NL-12) - šolska izpeljanka; NATO kodno ime »mongol«, 100 proizvedenih

###### II. Generacija dva(1961-1966), 3000 letal
- MiG-21PF (1961; Izdeliye 76; NATO "Fishbed-D") - vse vremenska izpeljanka z iskalnim in sledilnim radarjem, 1200 proizvedenih
- MiG-21PFS (1963; Izdeliye 94; NATO "Fishbed-D/F") - lovec prestreznik s posodobljeno izpušno šobo in nastavki za RATO enote
- MiG-21FL (1965; Izdeliye 77) - izvozna rezličica MiG-21PFS brez posodobljene izpušne šobe in RATO nastavkov
- MiG-PFM (1964; Izdeliye 94; NATO "Fishbed-F"; JRV: L-14) - posodobljena izpeljanka MiG-21PFS z novim topom 23 mm Grjazev-Šipunov GŠ-23, Kh-23 Grom zrak-zemlja 10 km dosega, 1400 proizvedenih
- MiG-21PFMA - lovec druge generacije z večjo hrbtno grbo in štirimi podkrilnimi bombnimi nastavki

###### III. Generacija tri(1968-1972), okrog 5000 letal
- MiG-21M (1968; Izdeliye 96; NATO "Fishbed-J"; JRV: L-15) - izvozna izpeljanka MiG-21PFMA, radar RP-21 teoretičnega dosega 20 km dosega in zaklepanje cilja na 10 km v praksi doseg 13 km in zaklepanje cilja na 7 km, 23 mm Grjazev-Šipunov GŠ-23, 700 proizvedenih RP-21MA dosega 13 km PFM/ L-14
- MiG-21R (1965; Izdeliye 03/94R; NATO "Fishbed-H"; JRV: L-14I) - taktična izvidniška izpeljanka
- MiG-21MF (1970; Izdeliye 96F; NATO "Fishbed-J"; JRV: L-15M) - močnejši, a lažji motor R-13-30, 2000 proizvedenih
- MiG-21RF (Izdeliye 76A) - izvidniška izpeljanka MiG-21MF
- MiG-21SMT (1971; Izdeliye 50; NATO "Fishbed-K") - aerodinamično izboljšana izpeljanka MiG-21MF s povečanim tankom za gorivo in ECM zmožnostjo
- MiG-21bis (1972; Izdeliye 75; NATO "Fishbed-L/N"; JRV: L-17) - večnamenski lovec tretje generacije, močnejši Tumanskiy R25-300 40.2 kN suh / 69.6 kN/ 97.1 kN, ILS navigacija, 2200 proizvedenih
- MiG-21Mbis - posodobljen MiG-21bis s posodobljeno zračno šobo, elektoniko in R-25 motorjem

Izpeljanke
- Čengdu J-7 - Ljudska republika Kitajska licenčna izpeljanka

IV. Generacija štiri (1993-2000), manj kot 500 posodobljenih letal
Retrofitirane verzije, obsežne nadgradnje obstoječih letal
- MiG-21-93 (1995) - posodobljena izpeljanka (Rusija)
- MiG-21-2000 - posodobljena izpeljanka (Izrael-Romunija)

## Uporabniki
- Afganistan,
- Alžirija,
- Angola,
- Azerbajdžan,
- Bolgarija,
- Češka,
- Egipt,
- Etiopija,
- Gvineja,
- Gvineja-Bissau,
- Hrvaška,
- Jemen,
- Indija,
- Irak,
- Jugoslavija,
- Kambodža,
- Kongo,
- Kuba,
- Laos,
- Libija,
- Madagaskar,
- Mali,
- Mongolija,
- Nigerija,
- Poljska,
- Romunija,
- Severna Koreja,
- Slovaška,
- Sudan,
- Sirija,
- Uganda,
- Ukrajina,
- Vietnam,
- Zambija.

## Bojna uporaba
- Vietnamska vojna 1955-75
- Arabsko-izraelski konflikti 1967-82
- Indijsko-pakistanska vojna leta 1971
- Libijsko-egipčanska vojna leta 1977
- Ogadenska vojna 1977-78
- Iransko-iraška vojna 1980-88
- Slovenska osamosvojitvena vojna 1991
- Hrvaška osamosvojitvena vojna 1991-95
- Sirska državljanska vojna 2011

## Specifikacije (MiG-21bis)
Podatki iz Jane's all the world's aircraft, 1992–93
Splošne značilnosti
- Posadka: 1
- Dolžina: 14,7 m (48 ft 3 in) brez pitotove cevi
- Razpon kril: 7.154 m (23.471 ft 2 in)
- Višina: 41 m (134 ft 6 in)
- Površina kril: 23 m2 (250 sq ft)
- Aeroprofil: root: TsAGI S-12 (4.2%); tip: TsAGI S-12 (5%)[5]
- Bruto teža: 8.725 kg (19.235 lb) with two R-3S missiles
- Maks. vzletna teža: 8.800 kg (19.401 lb) unprepared or metal planking runway

9.800 kg (21.605 lb) paved runway with standard wheels and tyres
10.400 kg (22.928 lb) paved runway with larger wheels and tyres

Load Factor: +7G do +0,2G (flame out)
- Pogon letala: 1 × Tumanski R-25 turboreaktivni motor z forsažom, 40,18 kN (9.030 lbf) potisk motorjev   97,4 kN (21,900 lbf) forsaž 2.stopnje max 2 min suh potisk, 69,58 kN (15.640 lbf) z dodatnim zgorevanjem

Zmogljivost
- Maks. hitrost: 2.175 km/h (1.351 mph; 1.174 kn) / M2.05 at 13.000 m (43.000 ft)

1.300 km/h (810 mph; 700 kn) / M1.06 at sea level
- Landing speed: 250 km/h (160 mph; 130 kn)
- Doseg: 660 km (410 mi; 356 nmi) clean at 11.000 m (36.089 ft)

604 km (375 mi; 326 nmi) at 11.000 m (36.089 ft) with two R-3S missiles
793 km (493 mi; 428 nmi) at 10.000 m (32.808 ft) with two R-3S missiles and 800 L (210 US gal; 180 imp gal) drop-tank
- Višina leta: 17.500 m (57.415 ft)
- Čas do višine: 17.000 m (55.774 ft) in 8 minutes 30 seconds
- Razmerje potisk/teža: 0.76
- Take-off run: 830 m (2.723 ft)
- Landing run with SPS and brake parachute: 550 m (1.804 ft)

Oborožitev

- Strelno orožje: 1 × internal 23 mm Gryazev-Shipunov GSh-23L autocannon with 200 rounds
- Pritrditvena mesta: 5 (4 underwing + 1 ventral, reserved for fuel droptanks) with provisions to carry combinations of:
  - Rakete: 4 × S-24 or 4× UB-16-57 rocket pods (4×16 57mm rockets)
  - Izstrelki: ;* Air-to-air missiles:

- K-13
- R-55
- R-60

- Bombe: 2 × 500 kg (1,100 lb) and 2 × 250 kg bombs